# Snijwijze

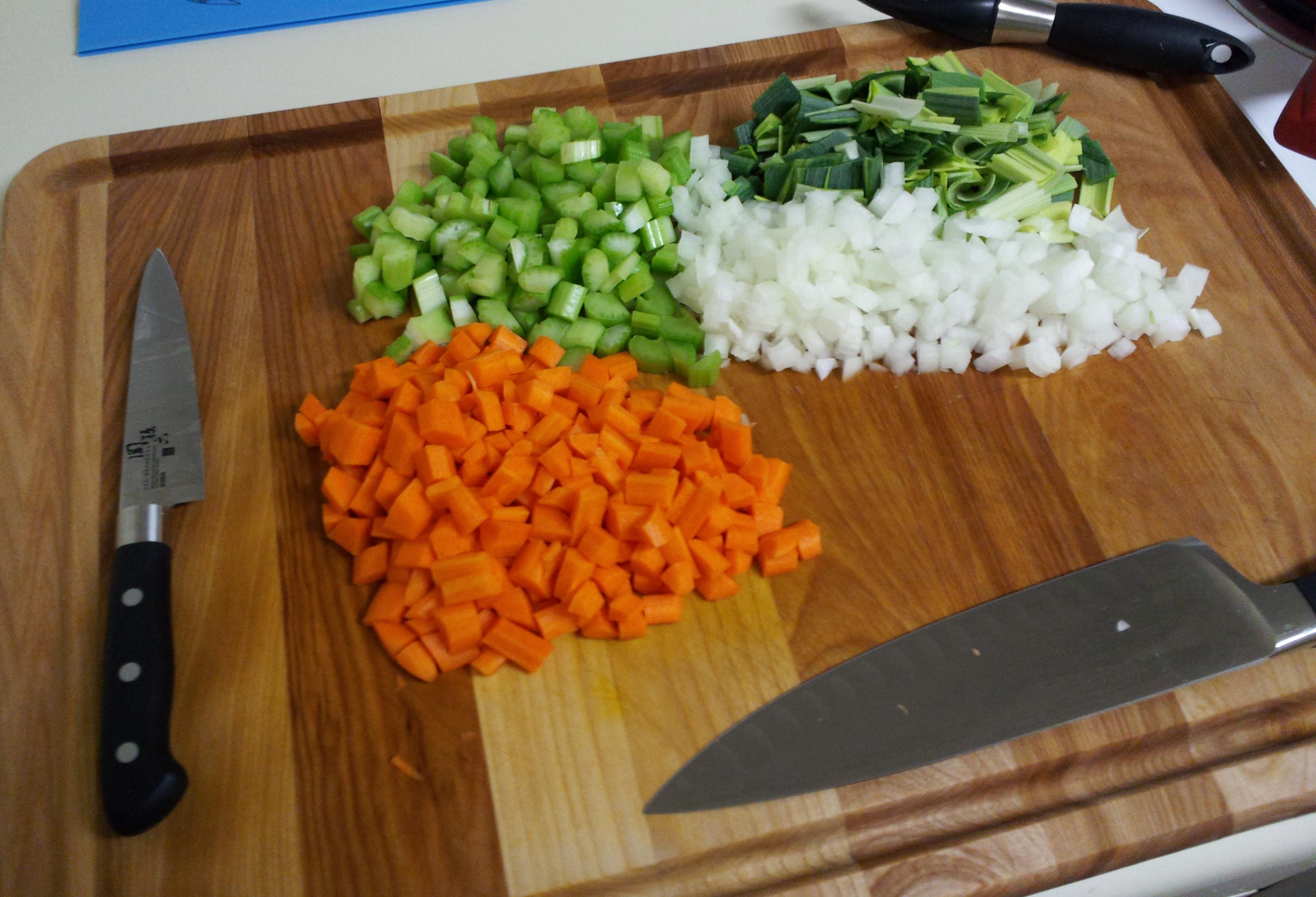
Groenten gesneden voor mirepoix

De keukenleer kent vele, vaak Franstalige benamingen van manieren om voedingsbestanddelen te snijden.
- à vif snijden, het uitsnijden van meestal citruspartjes zonder de witte bittere vellen.
- trancher, het in plakjes snijden van vlees of brood. De benaming wordt voornamelijk gebruikt voor het voorsnijden van wild, gevogelte of groot vlees;
- Carré of dobbelsteentjes: het voedsel wordt in blokjes gesneden met een ribbe van ca 20 (grof / parisien) of 10 mm (middelfijn / parmentier) of
- brunoise, het in zeer kleine dobbelsteentjes (3 mm) snijden van bijvoorbeeld aardappelen, appelen, bleekselderij en wortelen of kippenvlees. Bijvoorbeeld voor salade of soep;
- julienne, het in fijne reepjes (2x2x40 mm) snijden (chiffonade) als vulling voor soepen en sauzen;
- jardiniere, het in dikkere reepjes snijden
- emincer, het in zeer dunne plakjes snijden van bijvoorbeeld wortelen, truffel, knoflook of paddenstoelen;
- tourner, het mooi rond bijsnijden van aardappelen, wortelen om een decoratieve garnituur te bereiken;
- parer, het in het gewenste model snijden van bijvoorbeeld vlees en het verwijderen van overtollige aanhangsels.
- canneler, het ter decoratie uitsnijden van groeven of geultjes, zoals bij komkommer of bij vruchten.
- chinoise, het in ruitjes snijden van bijvoorbeeld aardappelen, appelen, bleekselderij en wortelen'
- kazarigiri en mokimono, de Japanse termen om fruit of groenten decoratief te versnijden.

Snijden van ingrediënten gebeurt met verschillende soorten messen, waarvan het traditionele koksmes het bekendste is, maar het chinees hakmes wordt in de Chinese keuken veel gebruikt en de van origine Japanse santoku- en mukimonomessen worden ook buiten dat land gebruikt.